# Manzoni (traghetto)
Il Manzoni è stato un traghetto ro-ro passeggeri della classe Poeta, in servizio con questo nome per la Tirrenia di Navigazione dal 1971 al 1999.

## Caratteristiche
In configurazione originale, il Manzoni era lungo 131 metri, largo 20 e aveva una stazza lorda di 7 086 tonnellate. Spinto da due eliche quadripala a passo variabile mosse da motori Diesel FIAT 9 cilindri, ciascuno in grado di erogare 8 280 cavalli, aveva una velocità di servizio di 20 nodi. Poteva trasportare fino a un massimo di 1200 passeggeri, per i quali erano disponibili 66 cabine di prima classe e 95 di seconda classe, per un totale di 506 posti letto. I servizi di bordo comprendevano un ristorante, una tavola calda, tre bar (un soggiorno - bar per la prima classe, uno per la seconda classe e un bar - veranda) e una piscina esterna con lido. In aggiunta alle cabine passeggeri, erano presenti a bordo anche due cabine, rispettivamente da otto e quattro posti, per eventuali detenuti e i carabinieri della scorta. Tutti gli spazi dedicati a passeggeri ed equipaggio erano dotati di aria condizionata. Il garage, accessibile dal portellone poppiero e da due portelloni prodieri laterali, era diviso su due ponti: su quello superiore potevano essere trasportate 70 automobili, su quello inferiore 170 automobili o, in alternativa, 10 automobili e 41 semirimorchi.
Tra dicembre 1981 e febbraio 1982 il traghetto fu sottoposto a dei primi interventi di ristrutturazione: la piscina e il lido furono rimossi e sostituiti da una tuga chiusa contenente un cinema, le cui poltrone potevano essere all'occorrenza utilizzate come sistemazione per i passeggeri; altre due sale poltrone sostituirono il soggiorno - bar di seconda classe, che fu spostato dove prima era ubicato il bar - veranda, nei pressi della piscina.
Nei primi mesi del 1991 il Manzoni fu sottoposto, presso i cantieri navali di Palermo, ad un intervento di radicale trasformazione: la tuga contenente il ponte di comando fu estesa verso poppa e su di essa furono aggiunti tre ulteriori ponti, due dedicati a sistemazioni passeggeri e l'ultimo contenente gli impianti di aerazione e di aria condizionata. Il notevole innalzamento richiese l'installazione di controcarene sulle fiancate della nave, per rispettare i requisiti di stabilità; la larghezza complessiva aumentò quindi a 23,4 metri. Inoltre, per migliorare la manovrabilità, vista la notevole superficie esposta al vento, il singolo timone centrale fu sostituito con due posti dietro a ciascuna elica, e fu aumentata la potenza dell'elica prodiera. Grazie alle modifiche, dal discutibile impatto estetico, la capacità passeggeri aumentò a 1300, mentre i posti letto complessivi passarono a 887, dei quali 473 in cabine di prima classe dotate di servizi privati. Infine, nel garage principale furono aggiunti dei car deck mobili, che aumentarono a 320 il massimo numero di automobili trasportabili, mentre i due portelloni di accesso a prua furono saldati.

## Servizio
Il Manzoni fu il sesto traghetto della classe Poeta ad entrare in servizio, l'ultimo della prima serie di sei navi appartenenti alla classe. Fu costruito presso il cantiere navale di Castellammare di Stabia, dove fu impostato il 19 giugno 1970 e varato il 19 febbraio 1971. Iniziò le prove a mare il 22 ottobre 1971, mantenendo una velocità media di 22,62 nodi per nove ore. Consegnata alla Tirrenia di Navigazione il 29 ottobre 1971, la nave fu destinata insieme alle gemelle Boccaccio, Carducci e Leopardi alla cosiddetta "Linea Zeta", tra Civitavecchia, Cagliari, Genova e Porto Torres.
Il 1 dicembre 1981 la nave fu portata agli Stabilimenti SEBN di Napoli, dove furono revisionati i motori principali e fu rimossa la piscina posta a poppa, sostituita da una tuga chiusa contenente un cinema le cui poltrone potevano essere utilizzate, all'occorrenza, per il pernottamento dei passeggeri. Conclusi i lavori, il Manzoni tornò in servizio il 23 febbraio 1982.
A inizio 1991 il Manzoni fu trasferito ai cantieri navali di Palermo, dove fu sottoposto agli importanti lavori di ristrutturazione sopra descritti. Effettuate le prove a mare il 30 maggio dello stesso anno, rimase attivo per la Tirrenia fino all'autunno del 1997, quando fu posto in disarmo a La Spezia. L'8 febbraio 1999 la nave fu venduta alla Al Salam Shipping and Trading, prendendo due giorni dopo bandiera panamense e venendo rinominata Al Salam Manzoni 94. 
La nave prestò servizio principalmente nel Mar Rosso, venendo impiegata, nell'estate 1999, per collegare Venezia e Çeşme (Turchia) e nel 2000 per delle crociere nel Mediterraneo con base ad Alessandria d'Egitto. Nel luglio 2006, anche in seguito al tragico affondamento della gemella Al Salam Bocaccio 98, fu venduta per la demolizione, giungendo il mese successivo sulle spiagge di Alang, in India.

## Navi gemelle
- Boccaccio
- Carducci
- Leopardi
- Pascoli
- Petrarca
- Deledda[6]
- Verga[6]